# جون هوارد (دراج)
جون هوارد (بالإنجليزية: John Howard)‏ هو دراج أمريكي، ولد في 16 أغسطس 1947 في سبرينغفيلد في الولايات المتحدة.

## وصلات خارجية
- جون هوارد على موقع أرشيف الدراجات (الإنجليزية)
- جون هوارد على موقع إحصائيات الدراجات الإحترافية (الإنجليزية)
- جون هوارد على موقع اتحاد الترياتلون الدولي (الإنجليزية)
- جون هوارد على موقع IAT Triathlon Database (الإنجليزية)
- جون هوارد على موقع أوليمبيديا (الإنجليزية)